# (12911) Goodhue
(12911) Goodhue (1998 SQ59) – planetoida z pasa głównego asteroid okrążająca Słońce w ciągu 5,45 lat w średniej odległości 3,09 j.a. Odkryta 17 września 1998 roku.